# Vifolka landskommun
Vifolka landskommun var en tidigare kommun i Östergötlands län.

## Administrativ historik
Kommunen bildades som så kallad storkommun vid den landsomfattande kommunreformen 1952 genom sammanläggning av de tidigare kommunerna Herrberga, Sya, Veta, Viby, Västra Harg och Östra Tollstad. Namnet togs från Vifolka härad.
I samband med nästa indelningsreform upphörde kommunen år 1971 för att ingå i Mjölby kommun.
Kommunkoden var 0511.

### Kyrklig tillhörighet
I kyrkligt hänseende tillhörde kommunen församlingarna Herrberga, Sya, Veta, Viby, Västra Harg och Östra Tollstad.

## Geografi
Vifolka landskommun omfattade den 1 januari 1952 en areal av 240,61 km², varav 236,94 km² land.

### Tätorter i kommunen 1960
| Tätort     | Folkmängd |
| ---------- | --------- |
| Mantorp    | 760       |
| Spångsholm | 419       |
| Sya        | 273       |

Tätortsgraden i kommunen var den 1 november 1960 33,6 procent.

## Politik

### Mandatfördelning i valen 1950–66
|  | 17 | 9 | 4 | 4 |

| 33 |

|  | 16 | 9 | 5 | 4 |

| 33 |

|  | 15 | 10 | 4 | 5 |

| 32 |

|  | 16 | 11 | 3 | 4 |

| 32 |

| 2 | 14 | 11 | 3 |  | 4 |

| 32 |